# 聖特雷濟尼亞 (伯南布哥州)

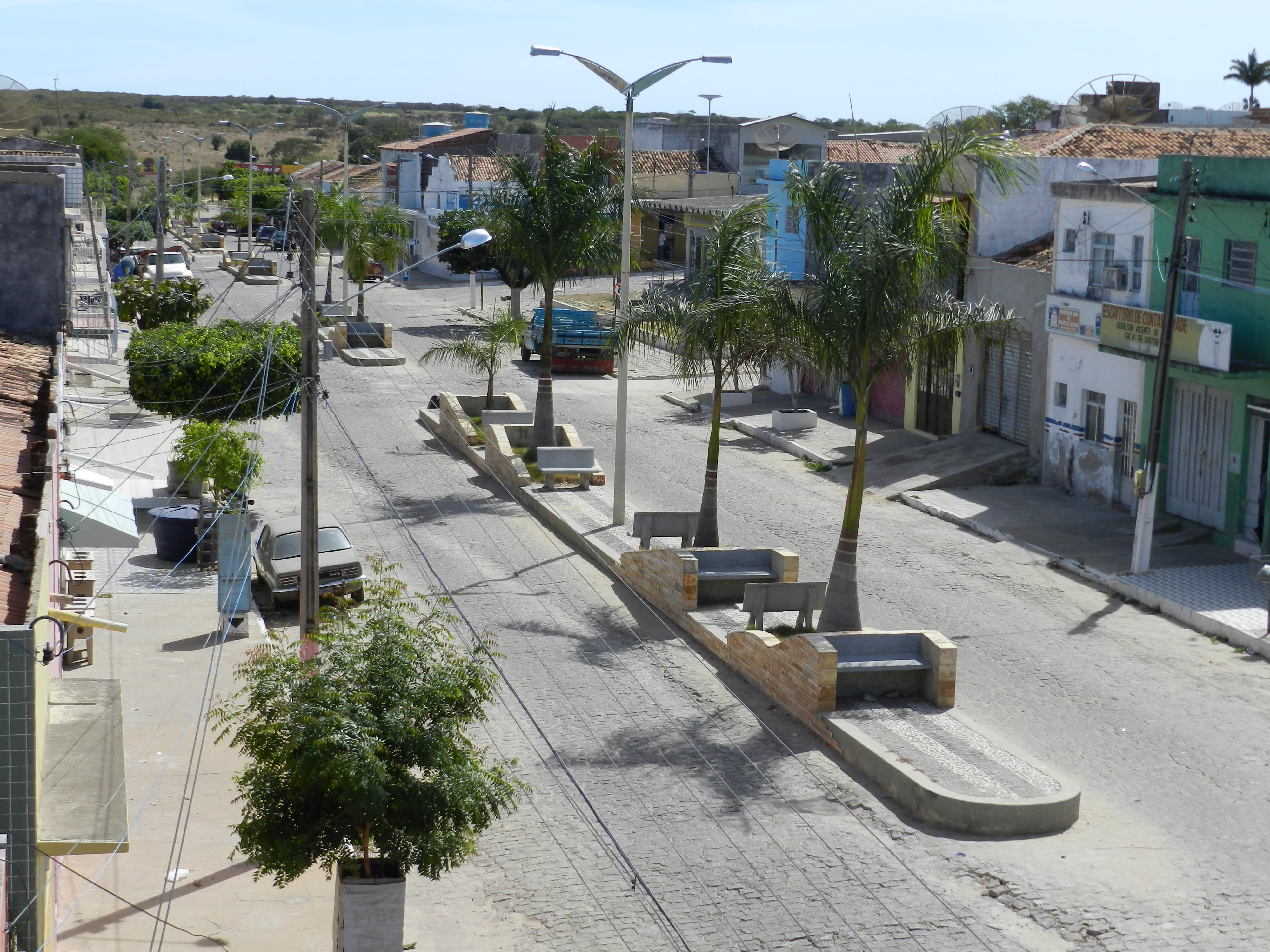
聖特雷濟尼亞

聖特雷濟尼亞（葡萄牙語：Santa Terezinha），是巴西的城鎮，位於該國東北部，由伯南布哥州負責管轄，始建於1963年12月20日，面積195.58平方公里，海拔高度813米，2014年人口11,571，人口密度每平方公里59.16人。